# روکش سیم

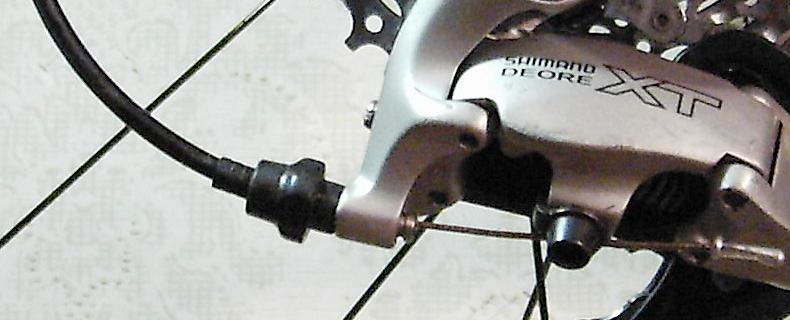
نمایی از سیم ترمز و روکش سیم دوچرخه

روکش سیم دوچرخه (به انگلیسی: Bowden cable) نوعی کابل انعطاف پذیر توخالی همانند است که سیم و یا کابل اصلی از داخل آن عبور می کند. روکش سیم و یا کابل برای انتقال نیروی مکانیکی یا انرژی توسط حرکت سیم یا کابل داخلی نسبت به محفظه کابل خارجی استفاده می شود. این محفظه عموماً از چند بخش ساخته می شود. چند رشته سیم مارپیچ فولادی انعطاف پذیر که بصورتی که داخل آنها خالی است ( بصورتی که کابل اصلی بتواند براحتی در داخل آن حرکت کند) و روی آن به وسیله یک لایه کامپوزیت تشکیل شده روکش سیم نامیده می شود.
حرکت خطی کابل داخلی در داخل روکش سیم برای انتقال نیروی کشش استفاده می شود ، این روکش ها به عنوان کابل تعویض دندهو یا برای انتقال قدرت مکانیکی ترمز استفاده می شود.